# Циклон (фільм)
«Циклон» (англ. Cyclone) — фантастичний бойовик 1987 року.

## Сюжет
«Циклон» — прототип суперсучасного бойового мотоцикла, оснащеного ракетницями і лазерними гарматами. Звичайно ж, таке диво техніки вартістю у п'ять мільйонів доларів не повинне потрапити в погані руки, і простежити за цим доведеться самому розробнику мотоцикла Ріку та його подружці Тері.

## У ролях
- Хезер Томас — Тері Маршалл
- Джеффрі Комбс — Рік Девенпорт
- Ешлі Ферраре — Карла Гастінгс
- Дар Робінсон — Рольф
- Мартін Бесвік — Ватерс
- Роберт Куоррі — Ноулз
- Мартін Ландау — Босаріан
- Ханц Холл — Лонг Джон
- Трой Донахью — Боб Дженкінс
- Майкл Рейган — Маккорді
- Тім Конуей мол. — Баррелл
- Доун Вайлдсміт — Ханна
- Брюс Фейрбейрн — лейтенант Каттер
- Сем Хайона — покупець
- Джон Стюарт — неохайний 1
- Пол Е. Шорт — неохайний 2
- Боб Брагг — неохайний 3
- Лорен Хертцберг — діти з продуктами
- Джордан Хертцберг — діти з продуктами
- Біллі Джо Браун — поліцейський 1
- Девід Джексон — поліцейський 2
- Ентоні Брюстер — поліцейський 3
- Грант Остін Волдман — поліцейський 5
- Пол Стюарт — фельдшер 1
- Ніл Ланделл — фельдшер 2
- Джессі Лонг — фотограф
- Джек Девідсон — менеджер клубу
- Майкл Соні — гаражний привид
- Том Каш — гаражний привид
- Джо Рамірез — гаражний привид
- Фред Олен Рей
- Мішель Бауер — дівчина (в титрах не вказана)
- Памела Гілберт — дівчина (в титрах не вказана)
- Расс Темблін — (в титрах не вказаний)